# Paratrechina aseta
Paratrechina aseta är en myrart som först beskrevs av Auguste-Henri Forel 1902.  Paratrechina aseta ingår i släktet Paratrechina och familjen myror. Inga underarter finns listade i Catalogue of Life.